# الناصر محمد بن قلاوون

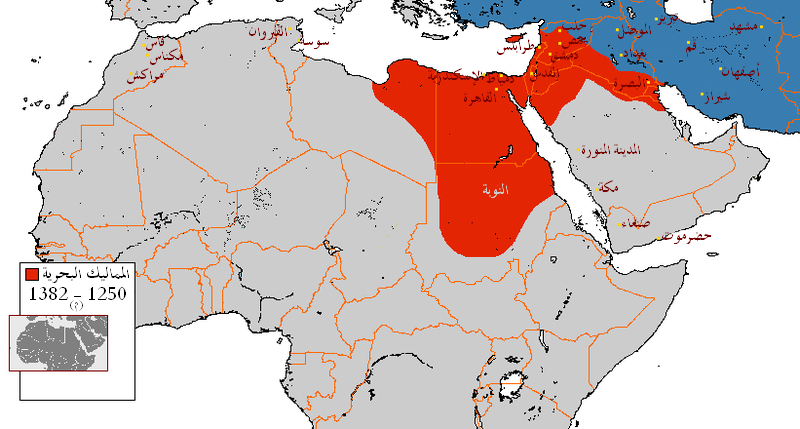
السلطنة المملوكية في أوج اتساعها

السُّلْطَان الْملك ناصر الدنيا والدين أبو المعالي النَّاصِرُ مُحَمَّدُ بن الْملك الْمَنْصُور سيف الدّين قَلَاوُونَ الألفي العلائي الصَّالِحِي أو الناصر محمد اختصاراً و يعرف ايضا بابن قلاوون (ولد بالقاهرة في 684 هـ / 1285 - توفي بالقاهرة في 741 هـ / 1341). تاسع سلاطين الدولة المملوكية البحرية. و ثالث ملوك بني قلاوون لقب بـأبو المعالي  وأبو الفتح. عاش في عهد الخلفاء العباسيين الحاكم بأمر الله الأول والخليفة سليمان المستكفي بالله والخليفة إبراهيم الواثق بالله، وحكم في عرش السلطنة المملوكية ثلاث مرات في الفترات من 693 هـ / 1293 إلى 694 هـ / 1294، ومن 698 هـ / 1299 إلى 708 هـ / 1309م، ومن 709 هـ / 1309 م وحتى وفاته في عام 741 هـ / 1341. من أبرز سلاطين الأسرة القلاوونية والدولة المملوكية. خاض حروباً ضد الصليبيين والمغول، وحروباً إصلاحية في الداخل ضد الفساد. شهدت مصر في فترة حكمه الثالثة نهضة حضارية وعمرانية لم تشهدها في عهد أي سلطانٍ آخر من سلاطين الدولة المملوكية.

## حياته

### نسبه
ولد الناصر محمد يوم السبت، 16 محرم 684هـ بقلعة الجبل في القاهرة والده هو السلطان المصري الملك المنصور سيف الدين قلاوون مؤسس دولة بني قلاوون، و هو الابن الثالث له و تلقي بشري ولادة الناصر محمد أثناء حصاره لحصن المرقب علي ساحل بحر الشام. أما والدته فهي خوند أشلون بنت الأمير نكاي نوين أحد أعيان قبائل المغول.
وصفه ابن ايبك الدواداري بأنه ملك ابن ملك فيقول:
| الناصر محمد بن قلاوون | السلطان الاعظم والسيد الاكرم السلطان الملك الناصر ابو المعالى ناصر الدنيا والدين محمد بن مولانا السلطان الشهيد الملك المنصور سيف الدنيا والدين قلاوون، واخى مولانا السلطان الشهيد الملك الصالح نور الدين على، واخى السلطان الشهيد الملك الاشرف صلاح الدنيا والدين خليل، واستاد الملك العادل زين الدين كتبغا، واستاد الملك المنصور حسام الدين لاجين، واستاد الملك المظفر ركن الدين بيبرس(الجاشنكير). فهده محاسن ما جمعت في ملك من الملوك قط يكون ملك ابن ملك اخى ملكين، استاد ثلاث ملوك، كلهم ملوك مصر. فتعدّ من المناقب التى افترد بها هدا الملك دون غيره من ساير الملوك، اولهم واخرهم، بدوهم وحاضرهم. ومنها انه لم يعدّ قط الا في طبقات ابناء الملوك واخاء الملوك وطبقات الملوك. ومنها انه لم يعى نفسه قط الا ملك، فكان مبتداه منتهى غيره من الملوك. | الناصر محمد بن قلاوون |

و من الجدير بالذكر أنه كان أبو ثمان ملوك حكموا مصر لاحقا بعد وفاته.كما كان ايضا لأسرة القلاوونية صلة ببيت الظاهر بيبرس حيث أن الْخُونْدَهُ غَازِيَةُ خَاتُونَ بِنْتُ الْمَلِكِ الْمَنْصُورِ قَلَاوُونَ كانت متزوجة من السلطان الملك السعيد ناصر الدين محمد بركه قان ابن السلطان الملك الظاهر ركن الدين بيبرس البندقدارى الصالحي ، و كان نسيب الملك السعيد محمد بركه قان هو الملك المنصور حسام الدين لاجين حيث كان متزوج من إحدي بنات الظاهر بيبرس.

### نشأته
نشأ الناصر محمد في بيت الملك، واعتنى به أبوه فأنشأه على الأخلاق القويمة ورباه تربية سليمة إلا أن تشاء الأقدار و يتوفي والده المنصور قلاوون تاركاً الناصر محمد في رعاية أمه خوند أشلون، وكنف أخيه وخليفته الملك الأشرف خليل (689-693هـ / 1290-1293م) وله من العمر حينها خمس سنين.
و شهد الناصر محمد خلال سلطنة أخيه الأشرف خليل ما كان يجوب القلعة من تنافس حامي الوطيس بين كبار الأمراء وبعض رجال الإدارة، وبين هؤلاء وبعضهم بعضاً، بدئاً من فتنة الأمير حسام الدين طرنطاي، ومرورا بتضييق السلطان على عدد من الأمراء بالعزل والقتل والسجن، وانتهاء بتمكين وزيره ابن السلعوس من شؤون الدولة وما ترتب على ذلك من مشاحنات كثيرة داخل أروقة القلعة، أدت في النهاية إلى عزم الأمير بدر الدين بيدرا، نائب السلطنة على تدبير مؤامرة لاغتيال الأشرف، وتم له ذلك في الثاني عشر من شهر المحرم 693هـ / 14 ديسمبر 1293م عندما كان السلطان في رحلة صيد بالقرب من تروجة قرب الإسكندرية، ومن المؤكد أن مقتل الأشرف خليل كان محطة فارقة في نفسية الصبي الناصر محمد والذي كان قد بلغ من العمر تسع سنوات؛ إذ صورت المصادر مشهد مقتل الأشرف خليل بن قلاوون تصويرا دموياً صادماً.

## الفترة الأولى
بعد مقتل الملك الأشرف خليل بن قلاوون على يد نائبه بدر الدين بيدرا، اعتلى بيدرا عرش السلطنة و تلقب بالملك الأوحد وقيل المعظم و قيل الملك القاهر، و لم ترضي أحداث مقتل الملك الأشرف خليل أمراء القاهرة فتجمع نحو الألفي فارس و التقوا مع بيدرا في الطرانة في البحيرة، و تمكنوا من هزيمته وقتله والتمثيل بجثته يقول بيبرس الدودار الذي عايش هذه الأحداث:"وقتل بيدرا لوقته، ولما خر صريعا وثب إليه بكتمر السلحدار سريعا وبقر بطنه، و استخرج كبده، ولاك منها فلذة و ابتلعها حنقا عليه، و جز رأسه، و حمل على رمح و طيف به".
بعد مقتل بدر الدين بيدرا اتفق الأمراء على تمليك محمد بن قلاوون أخي الملك الأشرف خليل، وكان يبلغ من العمر ثماني سنين وذلك سنة 693 هـ 1293 م ولُقب بالملك الناصر. وعين الأمير زين الدين كتبغا نائباً للسلطنة عوضاً عن بيدرا، كما عين الأمير عَلَمُ الدِّينِ سَنْجَرُ الشُّجَاعِيُّ المَنْصُورِي وزيرا، و أصبحوا بذالك الحكام الفعليين للدولة ثم شرع الأمراء في تتبع المتآمرين على مقتل الأشرف خليل، فأول من وجد منهم الأمير سيف الدين بهادر رأس النوبة، والأمير جمال الدين أقش الموصلي الحاجب، فضربت أعناقهما وأحرقت أبدانهما في المجاير بعد ثمانية أيام من حكم الناصر. ثم اعتقل بعدهما سبعة أمراء في خزانة البنود حتى يقروا على ما كان معهم، وأخرجوا وقطعت أيديهم بالساطور على قرم خشب بباب القلعة، وسمروا على الجمال وأيدهم معلقة في أعناقهم، وطافوا بهم القاهرة، تتقدمهم رأس بيدرا على رمح، فتجمع لرؤيتهم كثير من سكان القاهرة، واستمروا على ذلك أياماً.
ولم تستمر فترة حكم الناصر محمد طويلاً فقد خلع من قبل المتحكم الفعلي بالسلطنة ذلك الوقت كتبغا المنصورى الذي استطاع التخلص من الأمراء المنافسين له و علي رأسهم علم الدين سنجر الشجاعي ثم تولى عرش السلطنة مكان الناصر محمد باسم العادل زين الدين كتبغا سنة 694 هـ 1294 م.

## الفترة الثانية
حكم العادل كتبغا البلاد نحو سنتين ثم اضطر عام (696 هـ - 1296 م) للفرار إلى دمشق والتنحي بعدما حاول الأمراء، وعلى رأسهم نائب السلطنة حسام الدين لاجين المنصوري، قتله في دهليزه أثناء عودته إلى مصر من الشام، فنُصب لاجين سلطاناً وأبعد الناصر محمد إلى الكرك قائلاً له: «لو علمت أنهم يخلوك سلطاناً والله تركت الملك لك، لكنهم لا يخلونه لك. أنا مملوكك ومملوك والدك، أحفظ لك الملك، وأنت الآن تروح إلى الكرك إلى أن تترعرع وترتجل (أي تصبح رجلاً) وتتخرج وتجرب الأمور وتعود إلى ملكك» مشترطاً على الناصر بأن يوليه دمشق عند عودته واشترط الناصر عليه ألا يقتله فتعاهدا، وغادر الناصر مصر إلى الكرك. وفي عام 698 هـ / 1299 م قُتل لاجين ونائب سلطنته منكوتمر -الذي أساء السيرة في الرعية- بعد حكم دام نحو سنتين وشهرين.
بعد مصرع لاجين اجتمع الأمراء، ومعهم الأمير بيبرس الجاشنكير، واتفقوا على إعادة الناصر محمد من الكرك وتنصيبه من جديد سلطاناً على البلاد ومعه الأمير طغجي نائباً للسلطنة إلا أن الأمير سيف الدين كرجي (قاتل لاجين) عاد بعد يومٍ واعترض على إحضار الناصر محمد قائلاً للأمراء: «يا أمراء أنا الذي قتلت السلطان لاجين وأخذت ثأر أستاذي (أي الأشرف خليل)، والملك الناصر صغير ما يصلح، ولا يكون السلطان إلا هذا -وأشار لطغجي- وأنا أكون نائبه، ومن خالف فدونه»، فأيدته المماليك والأمراء الأشرفية (البرجية)، بينما قرر الأمراء الذين يؤيدون إعادة الناصر انتظار عودة الأمير بدر الدين بكتاش الفخري أمير السلاح إلى مصر.
في غضون ذلك كان أميران قد وصلا إلى الكرك وأخبرا الملك الناصر وأمه بأنه قد تقرر إعادة الناصر إلى منصب السلطنة، وتبع ذلك وصول البريد من مصر يستحث الناصر على الحضور، ففرح الناصر وأمه وقررا المسير إلى مصر.
في 4 جمادى الأولى (698 هـ) دخل الناصر القاهرة، وكان عمره حينذاك أربعة عشر عاماً، واحتشد الناس لاستقباله في فرحةٍ عارمةٍ واحتفلوا بعودته. جددت البيعة للناصر فصار سلطان البلاد للمرة الثانية ومعه الأمير سيف الدين سلار نائباً للسلطنة، وبيبرس الجاشنكير أستاداراً.
كما حدث للناصر في سلطنته الأولى تكرر في سلطنته الثانية. أصبح دمية في أيدي سلار وبيبرس الجاشنكير اللذين صارا الحاكمين الفعليين للبلاد. تزعم بيبرس الجاشنكير-وكان شركسي الأصل- المماليك البرجية. وتزعم سلار -وكان أويراتي من المغول الوافدية- المماليك الصالحية والمماليك المنصورية. أما المماليك الأشرفية فقد تزعمها الأمير برلغي. كان بيبرس الجاشنكير بمماليكه البرجية أقوى الأطراف، وراح سلار وبرلغي يتنافسان معه على المفاسد وجمع الأموال عن طريق فرض مكوسٍ كانت تعرف باسم «الحمايات». وهي إتاوة أو رشوة كان الأمراء يفرضونها على الأفراد والتجار في مقابل حمايتهم وتقديم العون لهم في منازعاتهم.

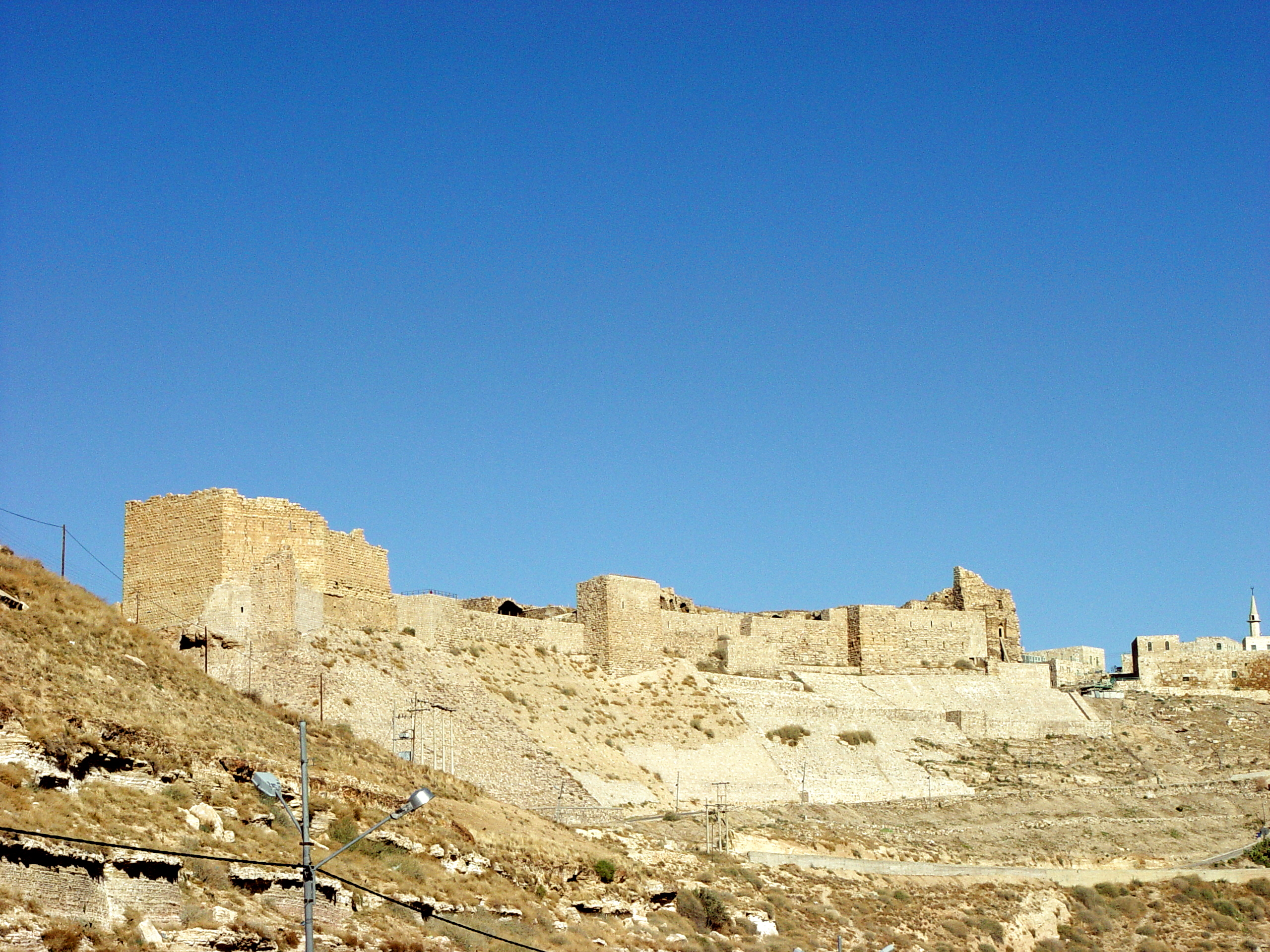
قلعة الكرك -جنوب الأردن حالياً- حيث أبعد لاجين الناصر محمد

### معركة وادي الخزندار

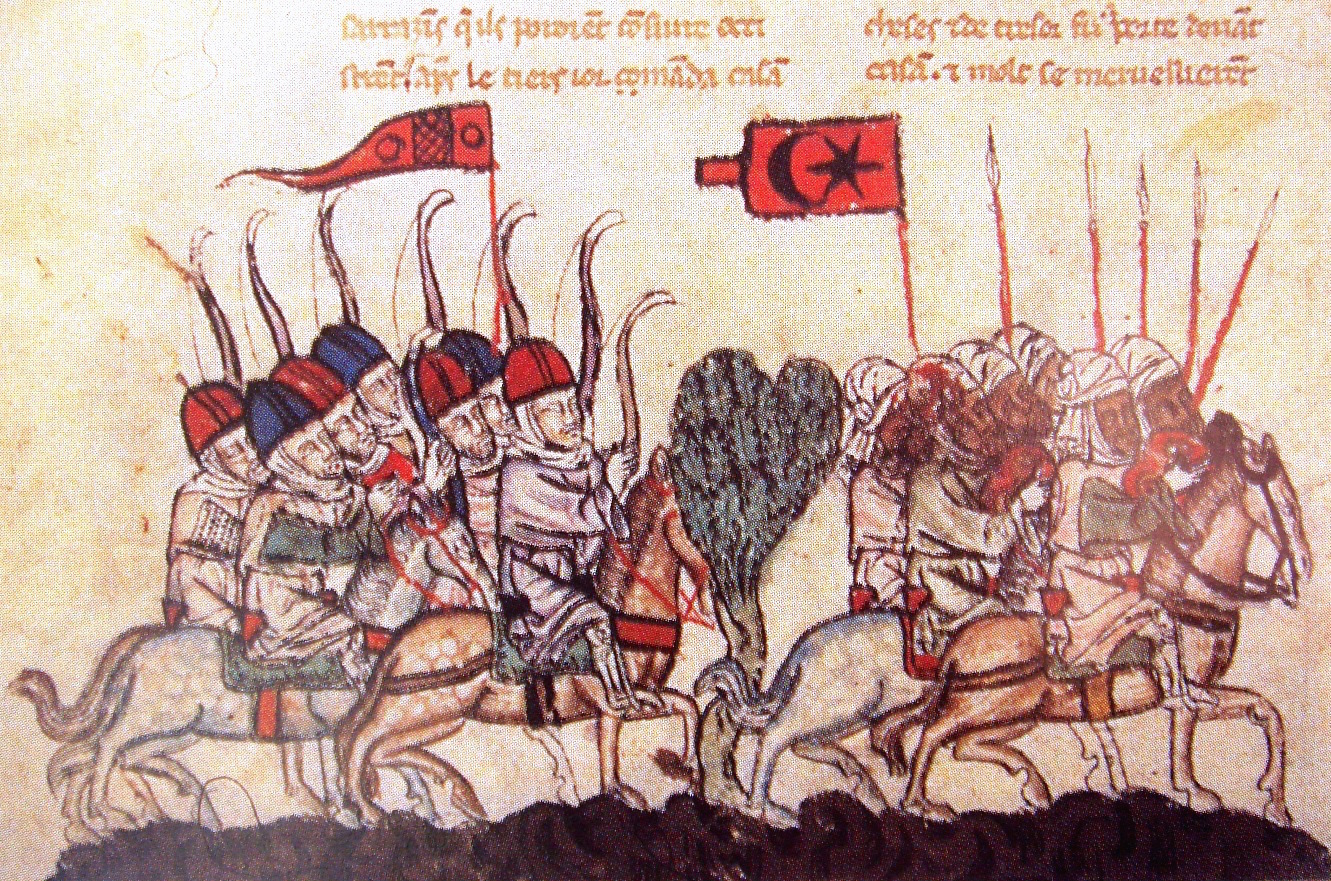
معركة وادى الخزندار 1299

سنة 699هـ/1299م وردت إلى القاهرة أنباء عن زحف مغولي على الشام يقوده محمود غازان إلخان مغول فارس (الإلخانات) فتوجه الناصر إليها، وفي 8 ربيع الأول اصطدم جيش الناصر بجيش غازان المتحالف مع مملكة أرمينيا الصغرى عند حمص في معركة عرفت باسم معركة وادي الخزندار أو معركة حمص الثالثة. انهزم جنود الناصر وفروا مما أحزنه وأبكاه. ودخل المغول دمشق وسيطروا على الشام، وخطب لغازان على منبر دمشق ثم غادر غازان دمشق بعد أن أقام الأمير قبجق. نائباً عليها تحت حماية نائبه قطلو شاه 
عاد جنود الناصر إلى مصر ومعهم عوام من الشام في أسوأ حال. وكان من ضمن الفارين إلى مصر السلطان المخلوع العادل كتبغا الذي عينه السلطان لاجين نائبا على قلعة صرخد. دخل السلطان الناصر قلعة الجبل في 12 ربيع الأول وقد أصابه حزن بالغ وتألم ألماً شديداً لهذه الهزيمة الشنعاء ولكنه بدأ ينظم الجيش ويجهز لأخذ الثأر من المغول. وخرج قبجق من دمشق متوجهاً إلى مصر، فاستولى الأمير أرجواش على دمشق وأعاد الخطبة باسم الملك الناصر بعد انقطاعها مائة يوم. في أثناء فترة إعداد الجيش وصل إلى القاهرة وفد من غازان بطلب الصلح ووافق الناصر. إلا أن طلب غازان للصلح كان، كما يبدو، مجرد مناورة منه لكسب الوقت للتعرف على استعدادات وتحركات الملك الناصر.

### تحرير جزيرة أرواد وغزو مملكة «قليقية الصغرى» الأرمينية

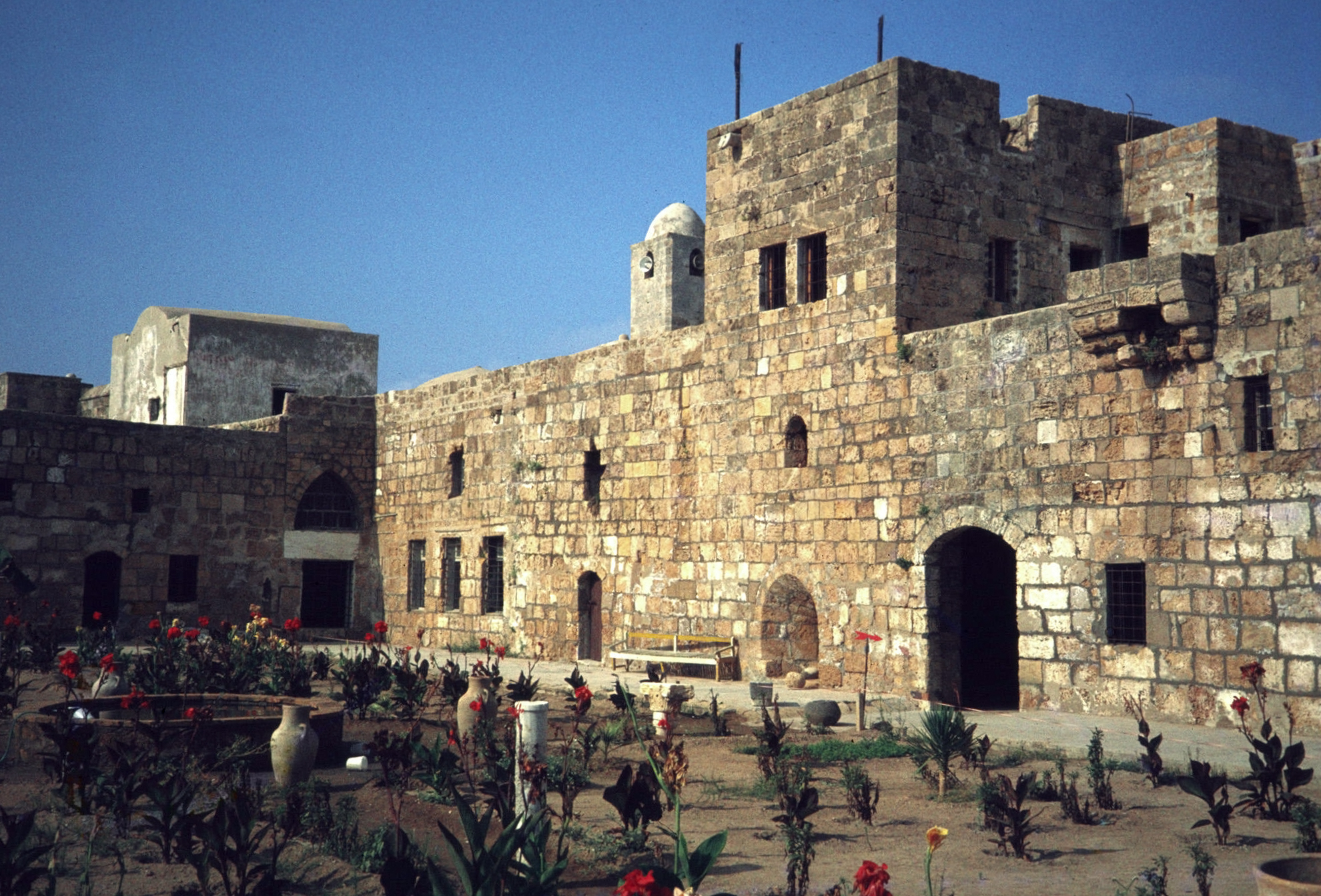
أرواد آخر جيوب الصليبيين في الشام

بعدما حرر الأشرف خليل ساحل الشام عام 1291 فر بعض فرسان المعبد (الداوية) وبعض الصليبيين إلى جزيرة أرواد القريبة من طرطوس، فتحولت الجزيرة إلى قاعدةٍ صليبيةٍ لشن الهجمات على سفن المسلمين وبؤرة تربص بطرطوس وساحل الشام. أواخر عام 1300 طلب غازان المغولي من أرمن قليقية (مملكة أرمينية الصغرى) وصليبيي جزيرة قبرص القيام بعملية مشتركة ضد المسلمين، فقام الصليبيون في قبرص بشحن مقاتلين من فرسان المعبد والإسبتاريه، وقوات يقودها «أمالريك أوف لوزينان» Amalric of Lusigan ابن ملك قبرص هيو الثالث Hugh III إلى أرواد. وصلت الأنباء إلى القاهرة فقرر الناصر بناء شواني لغزو الجزيرة. وفي سبتمبر 1302 أبحر الأمير كهرداش من مصر إلى الشام وحاصر أرواد وفتك بالحامية الصليبية وأسر عدداً من فرسان المعبد وفر البقية إلى ليماسول-قبرص. في 26 سبتمبر 1302 استسلمت أرواد آخر جيبٍ للصليبيين في الشام ودقت بشائر النصر في القاهرة. وكان يوم دق البشائر هو اليوم الذي عاد فيه الأمير بكتاش منتصراً على أرمن قيليقية. فالأمير بكتاش كان خرج في عدةٍ من الأمراء من بينهم كتبغا إلى مملكة قليقية الأرمنية بسبب تحالفها مع غازان. انتشرت قوات بكتاش في أرجاء كليكليا وحرقت المحاصيل وأسرت أعداداً من الأرمن وحاصرت عاصمتهم سيس وعاد إلى القاهرة غانماً بينما كانت بشائر تحرير أرواد تدق.

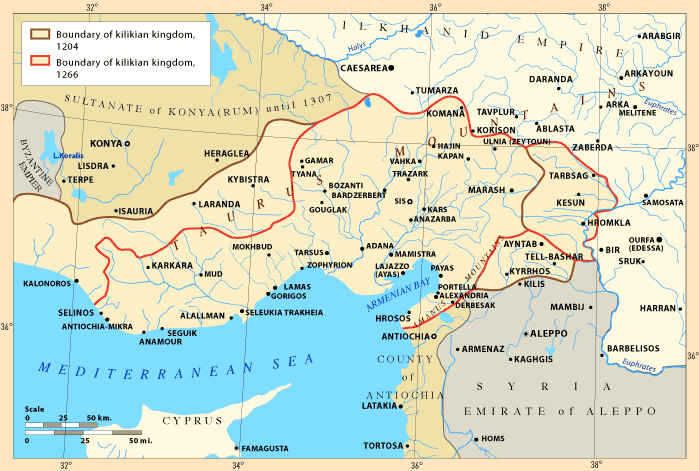
قيليقيا

كان طرد الصليبيين من أرواد وتوجيه ضربة لمملكة أرمينيا الصغرى في قيليقية أقصى شمال شرق المتوسط انتصاراً هاماً للمسلمين على فكرة التحالف الصليبي-الأرميني-المغولي التي كان الصليبيون وأرمن قليقية يسعون بكل كدٍّ لتحقيقه. في تلك الفترة ذكر هيتوم الأرميني Het'um the Armenian في كتابه  مخاطباً بابا الكاثوليك عن أهمية التعاون مع المغول قائلاً: «هذا هو الوقت المناسب لاستعادة الأرض المقدسة بمساعدة المغول ومن الممكن احتلال مصر بدون مصاعب أو مخاطر». ويشرح في فقرة أخرى: «يجب طلب أمرين من ملك المغول: أولاً ألا يسمح بمرور أي شيءعبر مناطقه إلى أراضي الأعداء، و (ثانياً) أن يرسل رجاله ورسله لإشعال حرب في أراضي ملاطية ويدمر ويخرب منطقة حلب. وعندها نقوم نحن الحجاج وقوات قبرص وأرمينيا بغزو أراضي الأعداء بحراً وبراً. وعلى قواتنا المسيحية أن تحصن جزيرة أرواد إذ إنها تحتل موقعاً رائعاً لضرب سفن الأعداء وإحداث أضرارٍ جسيمةٍ بهم».

### قلاقل واضطرابات داخلية
شهدت البلاد في فترة حكم الناصر محمد الثانية اضطرابات وقلاقل كان من أخطرها «وقعة أهل الذمة»، ومشاغبات بعض العربان في البحيرة وصعيد مصر حيث حدثت موجة من الاضطهاد ضد الأقباط، وتم هدم وإغلاق العديد من الكنائس في القاهرة، وأجبر مسيحيو مصر على مسح عمامتهم باللون الأزرق ليتم تمييزهم عن بقية السكان.
بدأت «وقعة أهل الذمة» في رجب 700هـ/1301م عندما توقف وزير ملك المغرب بالقاهرة وهو في طريقه إلى مكة للحج. هال الوزير المغربي رؤية أهل الذمة من الأقباط واليهود يعيشون في ترفٍ ويزينون خيولهم بالحلي الفاخرة في القاهرة، فاشتكى للأميرين سلار وبيبرس الجاشنكير وروى لهما ما يعانيه المسلمون على يد المسيحيين في الأندلس من اضطهادٍ وتعصبٍ فضلاً عما تناله على أيديهم ممالك شمال إفريقيا من ضغطٍ، وأثر على نفوس الأمراء بشدة كلامه. اجتمع القضاة ببطرك الأقباط وأكابر القساوسة ورؤساء اليهود، وتقرر ألا يُستخدم أحدٌ منهم بديوان السلطان ولا بدواوين الأمراء، وألا يركب المسيحيون واليهود والسامريون الخيول والبغال، وأن يلتزموا بعدم ارتداء العمم البيض في مصر والشام. وتطور الأمر حين امتدت أيدي العامة إلى كنائس الأقباط، وأغلقت الكنائس نحو عامٍ في مصر إلى أن توسط ملك نيقيا البيزنطي  وبعض الملوك ففتحت الكنائس. وقد لعبت الحروب الصليبية في المشرق والأندلس -حيث كانت ماتزال قائمة- دوراً أساسياً في إشعال نار الفتنة بين المسلمين والمسيحيين المحليين في مصر والشام جهلاً من المماليك والعوام لأن المسيحيين المحليين أصابهم العسف على يد الصليبيين كما أصاب المسلمين.
في ذات الوقت وقع في البحيرة صدام دموي بين طائفتين عربيتين هما طائفتا «جابر» و«برديس»، فخرج إليهما الأمير بيبرس الدوادار  في عشرين أميراً وطاردهما واستدعى شيوخهما ووفق بينهما. أما في الصعيد، فقد انتهز بعض العربان فرصة انشغال الدولة في حربها مع غازان فأمتنعوا عن دفع الخراج فسير إليهم الوزير سنقر الأعسر الذي قتل عدد من المتمردين وأخذ الإبل والأسلحة وكل خيول الصعيد، إلا أن ذلك لم يؤد إلى الاستقرار بالصعيد حيث استخف العربان بالولاة، وامتنعوا مرة آخرى عن دفع الخراج، وقاموا بفرض إتاوات على التجار في أسيوط ومنفلوط، وتسموا بأسماء الأمراء واقاموا عليهم كبيرين أحدهما سموه بيبرس والآخر سلار، وأطلقوا سراح المساجين. فاستفتى الأمراء الفقهاء والشيوخ في جواز قتالهم، فأفتوهم بجواز ذلك. فقام الامراء بمنع السفر إلى الصعيد، واشاعوا أنهم مسافرون إلى الشام ثم حاصروا الصعيد من عدة جهات وأنقضوا على المتمردين وقضوا عليهم.

### معركة شقحب (معركة مرج الصفر)

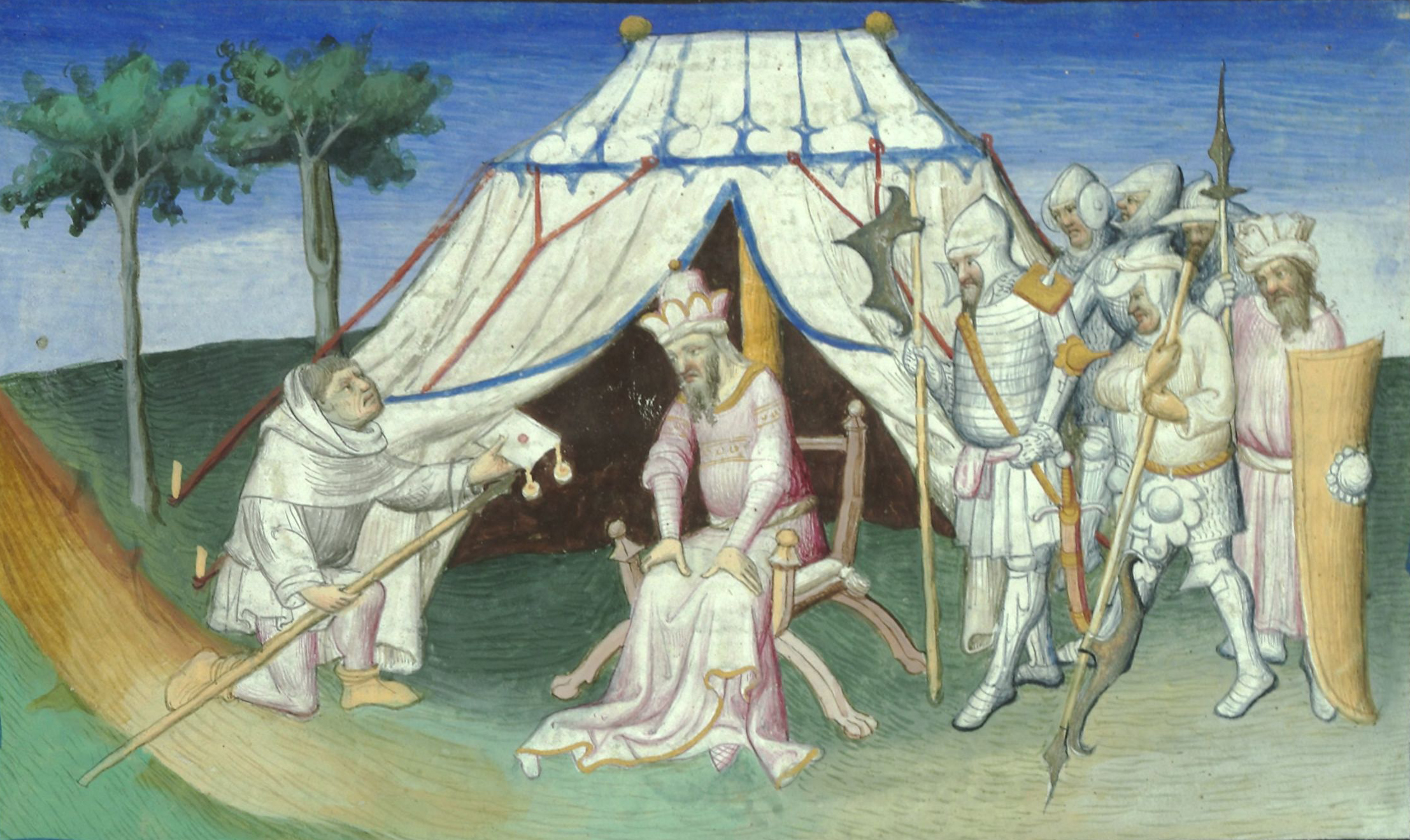
الحليفان غازان إلخان المغول وهيتوم ملك أرمينية الصغرى

في رجب عام 702 هـ / 1303 م قدم البريد إلى القاهرة من حلب بأن غازان على وشك التحرك إلى الشام، فخرج إلى دمشق الأمير بيبرس الجاشنكير على رأس ثلاثة آلاف من الأجناد. أرسل غازان قائده ونائبه قطلوشاه إلى الشام بجيش قوامه 80 ألف مقاتل. ولما عرف قطلوشاه أن الناصر لم يخرج من مصر بعد، وأن ليس بالشام غير العسكر الشامي، توجه تواٌ إلى حماة.
في يوم السبت الموافق 2 رمضان 702 هـ/ 20 أبريل 1303 م، وصل الناصر محمد إلى عقبة شجورا وبينما الأمراء يستقبلونه ويسلمون عليه وصل خبر بأن جيش قطلوشاه قد أقدم. فارتدى الجنود السلاح، وأتفق الأمراء على محاربته بشقحب تحت جبل غباغب. كان جيش الناصر يضم نحو 200 ألف مقاتل.
اصطدم الجيشان وظن البعض أن جيش المسلمين قد هزم بعدأن تجاوز بعض المغول خط ميمنة المسلمين، فانسحب قطلوشاه إلى جبل قريب وصعد عليه وفي ظنه أنه قد انتصر وأن قواته تطارد المسلمين، ولكنه أبصر ميسرة السلطان الناصر فتحير، فلما سأل أحد الأسرى المسلمين وعلم منه أنه من أمراء مصر، أدرك أن السلطان الناصر موجود بجيش مصر في ساحة القتال. في اليوم الثاني نزل قطلوشاه بمقاتليه فتصدت له المماليك السلطانية وأجبرته على التراجع إلى الجبل. وعلم المسلمون أن قوات قطلوشاه تعاني من العطش، فلما نزل المغول في فجر اليوم الثالث وساروا نحو النهر لم يتعرض لهم المسلمون، ثم حصدوهم عندما بلغوا النهر وقاموا بمطاردة الفارين منهم. لم يعبر الفرات مع قطلوشاه من جنوده إلا عدد قليل. أرسلت بشائر النصر إلى مصر ففرح الناس.
في 23 شوال عاد الناصر إلى القاهرة عاصمة ملكه التي تزينت له من باب النصر ومعه الأسرى ورءوس المغول، ثم زار قبر أبيه الملك المنصور، وصعد إلي قلعة الجبل على الشقق الحرير، وأنعم على الأمراء، وأمر بإحضار سائر مغاني العرب من كل أنحاء المملكة، وأقيمت احتفالات كبرى في البلاد.

وَقد نظم النَّاس فِي هَذِه الْوَاقِعَة وَممَا قيل فِي ذَلِك قَول شمس الدّين الطَّيِّبِيّ وَهِي تقَارب الْمِائَة بَيت، وجُزءٌ منها:

### انجازات الناصر محمد ورحيله إلى الكرك
في سنة 703 هـ / 1304 م سير الناصر جنوده من القاهرة إلى كليكيا الأرمنية تحت قيادة الأمير بدر الدين بكتاش وانضمت إليهم قوات في الشام، فهاجموا الأرمن وحرقوا مزارعهم وأسروا منهم أعداداً، ثم حاصروا قلعة تل حمدون التي تحصن فيها الأرمن وسلمت إليهم بالأمان.
في نفس السنة نقل السلطان الناصر أمه من التربة المجاورة للمشهد النفيسي إلى التربة الناصرية بمدرسته التي أكمل بنائها واضاف مئذنتها في سنة 1303. وأنجبت له زوجته أردكين الأشرفية ولدا سماه علياً، ولقبه بالملك المنصور. ووفد إلى القاهرة نحو مائتي فارس مغولي بنسائهم وأولادهم، وكان من ضمنهم عدة من أقارب غازان وأم الأمير سلار. فاكرمهم الناصر وأنعم عليهم ببيوت للإقامة وإقطاعات. ثم قدم رسل المغول بكتاب وهدية من محمد خدابنده (أولجايتو)الذي جلس على عرش المغول بعد وفاة أخيه محمود غازان. وخاطب الناصر بالأخوة وطلب الصلح وإخماد الفتن وقال في آخر كلامه: ﴿عَفَا اللَّهُ عَمَّا سَلَفَ ۚوَمَنْ عَادَ فَيَنتَقِمُ اللَّهُ مِنْهُ﴾. فوافق الناصر وأكرم رسله وأرسل إليه هدية.
في سنة 708 هـ / 1309 م أحس الناصر أنه غير قادر على مواجهة سيطرة سلار وبيبرس الجاشنكير عليه وعلى أمور الدولة، فاخبرهما بأنه ذاهب إلى مكة للحج. ولكنه بدلاً من الذهاب إلى مكة ذهب إلى الكرك وبقي هناك. لم يقصد الناصر برحيله إلى الكرك التنازل عن العرش، لكنه كان يدرك انه لن يتمكن من الحكم كما يحلو له مادام بيبرس وسلار يسيطران على حياته وعلى شئون الدولة. كما كان يدرك أنهما آجلاً أو عاجلاً سيسعيان للتخلص منه إما بالخلع أو بالقتل. فكانت خطته أن يبتعد عن مصر وعن عيونهما لبعض الوقت فيتمكن بذلك من الاتصال، بحرية وبدون مراقبة، بأمراء الشام ومؤيديه من أمراء مصر حتى يتمكن بمساعدتهم من التخلص منهما وفرض سيطرته على نفسه وعلى مملكته. كانت حسبة الناصر صحيحة وتمكن من تنفيذ خطته بنجاح فيما بعد.
عندما رفض الناصر محمد العودة إلى مصر قائلاً أن الكرك: «من بعض قلاعي وملكي، وقد عولت على الإقامة بها»، عرض الأمراء السلطنة على الأمير سلار فقال لهم: «وا لله يا أمراء أنا ما أصلح للملك، ولا يصلح له الا أخى هذا»، وأشار إلى بيببرس الجاشنكير فهتف البرجية: «صدق الأمير». فوافق الأمراء ونصب بيبرس سلطاناً على البلاد بلقب الملك المظفر ومعه الأمير سلار نائباً للسلطنة  وأقام «بيبرس الجاشنكير» الناصر محمد على نيابة الكرك وكتب إليه قائلاً: «أنى أجبت سؤالك فيما اخترته، وقد حكم الأمراء علي فلم تمكن مخالفتهم، وأنا نائبك».
كانت مدة الملك الناصر في السلطنة الثانية، عشر سنين وأياماً.

## الفترة الثالثة
كان وجود الملك الناصر في الكرك وتحركاته تقلق السلطان بيبرس الجاشنكير. فتحجج بحاجته للمال، بسبب إمكانية مهاجمة خربندا ملك المغول للشام، وطلب منه إرسال كل الأموال والخيول التي أخذها معه من مصر وكل الأموال التي استولى عليها من حاصل الكرك بالإضافة إلى كافة المماليك باستثناء عشرة مماليك لخدمته. وهدده بأنه إن لم يفعل ذلك «خرجت إليه العساكر حتى تخرب الكرك عليه». فأرسل الناصر إليه نصف المال المطلوب مع رسالة شفهية تعتذر عن عدم إمكانية إرسال كل المطلوب فقنع بيبرس الجاشنكير بذلك.
إلا أن الأمور لم تستقم لبيبرس الجاشنكير الذي لم يكن محبوبا عند المصريين بسبب سوء الأحوال الاقتصادية والسياسية في البلاد، ففي عهده عم الوباء وانخفض منسوب مياه النيل وارتفعت الأسعار، فراح الناس يطالبون بعودة الناصر محمد ويهزءون من بيبرس ونائبه سلار ويغنون: «سلطاننا ركين ونائبنا دقين، يجينا الماء منين. جيبوا لنا الأعرج، يجى الما ويدحرج». مع مرور الوقت زاد اضطراب بيبرس الجاشنكير وأصبح أمر الملك الناصر يؤرقه وينغص عليه، فنصحه أمراءه بالقبض عليه، إلا أنه خشى عاقبة اقدامه على فعل ذلك، لكنه أرسل إليه الأمير مغلطاي لياخذ منه الخيل والمماليك، فغضب الملك الناصر وقال له: «أنا خليت ملك مصر والشام لبيبرس، وما يكفيه حتى ضاقت عينه على فرس عندى أو مملوك لى، ويكرر الطلب ؟ ارجع اليه، وقل له والله لئن لم يتركنى والا دخلت بلاد التتر، وأعلمتهم أنى قد تركت ملك أبى وأخى وملكى لمملوكى، وهو يتبعنى ويطلب منى ما أخذته». فلما رد عليه مغلطاي بقلة احترام صاح به: «ويلك! وصلنا إلى هنا؟» وأمر بجره ورميه من سور القلعة، لكنه عفا عنه واكتفى بحبسه بعد أن شفع فيه الأمير أرغون الدوادار، ثم طرده. كتب الناصر رسائل إلى بعض نواب الشام ومؤيديه من أمراء مصر يستعطفهم ويثيرهم على بيبيرس الجاشنكير. فشرح لهم أنه ترك مصر بسبب ضيق اليد والتدخل في شئونه. وأن الملك المظفر يضايقه من حين لأخر بمطالبته بالمال والخيل والمماليك. وقال لهم: «أنتم مماليك أبي وربيتموني. فإما تردوه عني إلا أسير إلى بلاد التتار». وتعاطف بعض الأمراء مع الناصر محمد وأعلنوا عن تأييدهم له. وأرسل الأمير بهادرآص من دمشق إلى بيبرس يعلمه أن نواب الشام قد مالوا إلى الناصر وأن عليه الخروج إلى الشام. فأجاب بيبرس بأنه لا يخرج لأنه يكره الفتنة وسفك الدماء وأن الخليفة قد كتب بولايته وعزل الملك الناصر، فإما أن يرضى النواب بذلك أو يتنحى.

### عودة الناصر محمد
دخل الملك الناصر دمشق في شهر شعبان بتأييد غالبية الأمراء وزينت الشوارع وفرح الناس بقدومه وكثر الدعاء له. وفي يوم الجمعة 12 شعبان احتشد الناس في الميدان للصلاة وخطب له. فلما وصلت الأنباء إلى القاهرة استدعى بيبرس الجاشنكير كل الأمراء واستشارهم، فنصحه بيبرس الدوادار وبهادر آص بخلع نفسه والذهاب إلى الناصر ليستعطفه. فوافق وارسل بيبرس الدوادار إلى الناصر، لكنه أصيب باضطراب في آخر النهار فدخل الخزائن وأخذ ما استطاع من المال والخيل والهجن وفر مع مماليكه فلحقت بهم العامة وراحت تسبهم وتلقيهم بالحجارة إلى أن تمكنوا من الفرار. وفي صباح اليوم التالي أمر سلار حراس قلعة الجبل بالهتاف باسم الملك الناصر، وفي يوم الجمعة خطب على منابر مصر باسمه واسقط اسم الملك المظفر.
في أول أيام شهر شوال وصل الناصر إلى القاهرة وصلى صلاة العيد بالدهليز، وفي اليوم التالي جلس على تخت الملك للمرة الثالثة. في فترة حكمه الأولى كان الناصر دمية في أيدى العادل كتبغا والشجاعي وفي الفترة الثانية، مع أنه كبر وأصبحت له أعمال يعتز بها، إلا أنه عاش محجوراً عليه عن طريق بيبرس الجاشنكير وسلار اللذان كانا يمارسان السلطان الفعلي ويتحكمان في معاشه. أما هذه المرة فقد عاد إلى مصر وقد جاوز سن الطفولة وأصبح في الخامسة والعشرين، وقد صقلته الأحداث وحنكته التجارب. عاد الناصر إلي تخت السلطنة هذه المرة عازماً على الانتقام لنفسه ممن أساءوا إليه ومصمماً على ألا يترك أحداً يستصغره أو يتآمر عليه.

### الانتقام من بيبرس الجاشنكير وسلار
بدأ الناصر ولايته الثالثة بالقبض على عدد من الأمراء وحبسهم بالإسكندرية، وأفرج عن بعض المساجين والأمراء، كان من ضمنهم شيخ الإسلام ابن تيمية والأقوش المنصوري قاتل سنجر الشجاعي. كما جرد عدداً من الأمراء إلى دمشق، وأمر اثنين وثلاثين من مماليكه. ثم بدأ يجهز للانتقام من بيبرس الجاشنكير وسلار.
طلب بيبرس الجاشنكير الأمان من الناصر، ورد الأموال التي كان قد نهبها قبل فراره من القلعة، وقد سلمها بيبرس الدوادار إلى الملك الناصر. إلا أن الناصر أمر بالقبض عليه. رفض بيبرس مقاتلة الرجال الذين أرسلهم الناصر للقبض عليه وقام بتسليم نفسه عند غزة للأمير أسمندر كرجي، فقام بنقله مقيداً إلى الناصر في قلعة الجبل. فلما مثل بين يدي الناصر عنفه الناصر وراح يذكره بما فعل به، وبعد أن عدد له اساءاته ختم كلامه قائلاُ: «ويلك وزدت في أمري حتى منعتني شهوة نفسي». فقال بيبرس : «يامولانا السلطان كل ماقلت فعلته، ولم تبق إلا مراحم السلطان». فقال له الناصر: «يا ركن الدين أنا اليوم أستاذك، وأمس تقول لما طلبت أوز مشوي إيش يعمل بالأوز، الأكل هو عشرون مرة في النهار»، وأمر بإعدامه فخنق ودفن خلف القلعة.
أما سلار فقد طلب من الناصر محمد أن يعفيه من نيابة السلطنة وأن يعينه حاكماً على الشوبك، فاستجاب الناصر مؤقتاً، وعين الأمير بكتمر نائباً للسلطنة بدلاً منه، وسافر سلار إلى الشوبك وظن أن الناصر قد عفا عنه. إلا أن بعد مرور بعض الوقت، استدعاه الناصر إلى القاهرة وأمر بحبسه وصودرت أملاكه وممتلكاته، وكان سلار من أغنى الأمراء محباً لجمع المال، فقد بلغت ثروته المصادرة أكثر من خمسين حملاً من الذهب والفضة والجواهر واللجم المفضضة والأقمشة المزركشة وغير ذلك. ومات سلار بالسجن ودفن في التربة التي كان قد أنشأها بالقرب من جامع ابن طولون.
في عام 1310 تآمر نائب السلطنة بكتمر الجوكندار والأمير بتخاص المنصوري مع المماليك المظفرية على الإطاحة بالناصر محمد وتنصيب الأمير موسى بن الصالح علي بن السلطان قلاوون سلطاناً على البلاد. وقد وافق موسى على الخطة ولكن المؤامرة وصلت إلى علم الناصر محمد بعد أن وشى بهم بيبرس الجمدار أحد المماليك المظفرية، وقبض على موسى وبتخاص ، وأمهل بكتمر الجكندار سنة ثم قبض عليه بتهمة محاولة الاستيلاء على الحكم، وأحل محله الأمير بيبرس الدوادار في نيابة السلطنة.
باع الناصر محمد وخبرته الطويلة مع الأمراء وألاعيبهم جعلته دائماً متيقظ ومترقب وشاك في كل صغيرة وكبيرة تصدر عنهم أو عن غيرهم، فكان إذا رأى بادرة خروج أو تمرد قضى عليها في الحال ، لدرجة أنه في عام 738 هـ م / 1338 م نفى الخليفة «المستكفي با لله»  ذاته إلى قوص بحجة استخدامه عبارة «يحضر أو يوكل» (أي الناصر) في مستند دعوى شرعية أقامها شخص ضد الناصر  وكان الناصر لا يحب هذا الخليفة لمساندته لبيبرس الجاشنكير وتقليده السلطنة من قبل. ويذكر المقريزي أن الناصر :«كان فيه تؤدة، فإذا غضب على أحد من أمرائه أو كتابة أسر ذلك في نفسه، وتروى فيه مدة طويلة، وهو ينتظر له ذنباً يأخذه». ويضيف : «حتى لا ينسب إلى ظلم ولا حيف، فإنه كان يعظم عليه أن يذكر عنه أنه ظالم أو جائر أو فيه حيف».

### محاربة الفساد
ببطء ولكن بنظام وحسابات دقيقة أمسك الناصر بزمام الأمور، وانتقم من الأمراء الذين أسؤوا إليه وهو صغير والذين تأمروا عليه وهو كبير بعد عودته إلى مصر. وعمد إلى أخذهم بجرائرهم وليس بالظلم والتلفيق. قام الناصر بإلغاء بعض مناصب الدولة ومنها منصب الوزير في 713 هـ / 1313 م ، وصادر أموال أرباب الدولة الفاسدين الذين كونوا ثرواتهم من الرشاوي واستغلال المناصب، وأبعد المغول الاويراتية عن مناصب الدولة، وألغى في 715 هـ / 1315 م المكوس الجائرة التي فرضها الأمراء ورجال الدولة على عامة الناس لإثراء أنفسهم وكان هذا جزء من سياسته للحد من نفوذ وقوة الأمراء ، وابطل الرشوة وعاقب عليها.
عين الناصر محمد الأمير ابن الوزيري رئيساً لدار العدل والأوقاف في سنة 713 هـ، وكان الوزيري رجلاً أميناً ومعروف بكرهه للفساد والمفسدين وقد كثر الدعاء على الناصر بسببه. وكان الناصر يذهب بنفسه في كل يوم اثنين إلى دار العدل للإصغاء إلى شكاوي عامة الناس من أرباب الدولة والأمراء والموظفين. وأصدر قراراٌ يمنع النواب من معاقبة المتهمين والإساءة إليهم بدون تصريح منه. ومنع ضرب الناس بالمقارع. وأغلق جب القلعة الذي كان يستخدم سجناً وكانت له سمعة سيئة وتسكنه الخفافيش. في عام 714 هـ / 1314 م ألغى الناصر منصب نائب السلطان، وأحدث وظيفة «الناظر الخاص»، وفي عام 715 هـ / 1315 م أجرى الروك الناصري  الذي أعاد توزيع الإقطاعات وحد من قوة الأمراء. وقد بلغ النظام الإداري في عهد الناصر محمد مبلغاً عظيماً في الدقة والتنسيق.

### الموقف الداخلي والخارجي

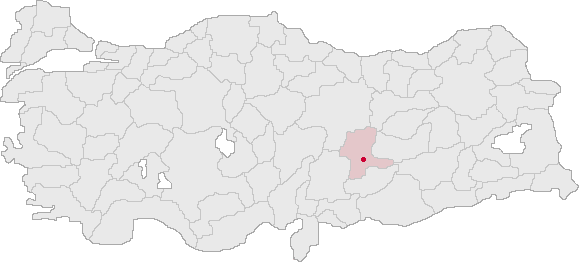
فتحت ملاطية في سنة 1314 م في عهد الملك الناصر.

في فترة حكم الناصر محمد الثالثة لم تشهد البلاد تهديدات خارجية وذلك بسبب ضعف الصليبيين والمغول نتيجة لهزائمهم المتكررة وخسائرهم الفادحة والتهائهم في صراعاتهم الداخلية. في سنة 1314 م فتح سيف الدين تنكز نائب الناصر في الشام ملاطية وضمها للسلطنة ، وقامت قوات الناصر بغارات على مملكة كيليكيا (مملكة أرمينية الصغرى)، وفي سنة 716 هـ / 1316 م أغار المغول بجيش صغير على حلب ولكن تصدى لهم التركمان وقتلوهم، وأرسلوا أسراهم إلى القاهرة ، ولكن الأمور لم تتطور إلى حروب كبيرة.
أما في مصر فقد نشبت بعض الاضطرابات في الصعيد نتيجة لخروج العربان عن القانون وقطعهم الطريق امتناعهم عن دفع الخراج، ولكن أمكن السيطرة عليها بسهولة. إلا أنه في فبراير 1321 م نشبت مشاحنات بين المسلمين والمسيحيين بعد أن أصيبت بعض الكنائس في نفس الوقت في أنحاء مختلفة من مصر بأضرار، وتبع ذلك نشوب حرائق في بعض المساجد والمباني بالقاهرة وقد أدت تلك الحرائق إلى نشوب حريق هائل. وقبض على بعض المسيحيين أثناء محاولتهم إضرام النار في بعض المباني والمساجد واعترف أحدهم أن البعض اجتمعوا وصنعوا خرق بها نفط وقطران ووزعوها على بعض الناس لإشعال الحرائق انتقاماَ من الاعتداء على بعض الكنائس. وأمر الناصر باستدعاء البطريرك الذي أدان ماحدث. وقبض على بعض المسلمين وعوقب مثيري الشغب من الطرفين. وقد أدت الهجمة الغربية الصليبية على بلاد المسلمين إلى إثارة الضغائن أحياناً بين المسلمين والمسيحيين المحليين في بلاد المسلمين.
على الرغم من انتعاش الاقتصاد المصري والرخاء الذي عم مصر إلا أنه حدثت بعض الاضطرابات المالية وارتفاع في الأسعار نتيجة لظهور عملات مغشوشة وأخرى تحت الوزن القانوني (زغل) في الأسواق، مما أدى في سنة 724 هـ / 1323 م إلى توقف الناس عن أخذ النقود واغلاق الحوانيت. وتم التعامل بالنقود بالوزن وليس بالعدد. وقد واجه الناصر تلك المشكلة بطرح آلاف العملات في الأسواق لمحاربة العملات المغشوشة، وحددت أسعار جديدة لصرف الدينار 

### علاقة السلطنة المملوكية بالعالم الخارجي

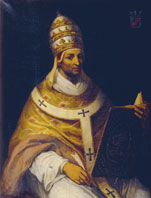
البابا جون 22 أرسل سفارة إلى الملك الناصر في 1327 م.

في عهد الناصر ارتفعت مكانة مصر في العالم الخارجي وسعت البلاد الإسلامية والمسيحية على السواء لخطب ودها، وأصبحت القاهرة قبلة للمتوددين والزوار من شتى الأرجاء. وخطب باسم الناصر على منابر بغداد التي كانت في حوذة مغول فارس، ونقش اسمه على نقودها، كما خطب ملوك بني رسول في اليمن للناصر وأرسلوا له الهدايا. وخطب للناصر في دولة بني قرمان في آسيا الصغرى، وعلى منابر تونس وطرابلس الغرب وماردين، وقامت علاقات ودية بينه وبين ملوك الهند والصين وملوك غرب أفريقيا. وكان الناصر، ومن ألقابه خادم الحرمين الشريفين، يشرف على الحجاز وتهامة وينصب أمراء المدينة ومكة. وفي عام 1322 عقد الملك الناصر اتفاقية سلام مع أبو سعيد إلخان مغول فارس.
وكثر وصول السفارات إلى مصر من ملوك أوروبا والعالم المسيحي فوصلت سفارات من بابا الكاثوليك، وملك فرنسا، وملك أرجونة، وإمبراطور القسطنطينية، وإمبراطور الحبشة وغيرهم.
في يونيو 1327 م وصلت إلى القاهرة سفارة من بابا الكاثوليك جون الثاني والعشرين (John XXII) ومعهم هدية ورسالة من البابا يرجو فيها من الناصر حماية المزارات المسيحية في الأراض المقدسة ووقف الحملات على مملكة أرمينية الصغرى. وكانت هذه أول سفارة باباوية تفد إلى مصر منذ عهد السلطان الأيوبي الصالح أيوب. وفي عام 1330 م أرسل فيليب السادس ملك فرنسا إلى القاهرة سفارة ضخمة قوامها 120 رجل، طالباً من الناصر منحه بيت المقدس وبعض المناطق على ساحل الشام، فأهان الناصر رجال السفارة وملكهم، وقال لهم : «لولا أن الرسل لا يقتلون لضربت أعناقكم»، وطردهم من مصر.

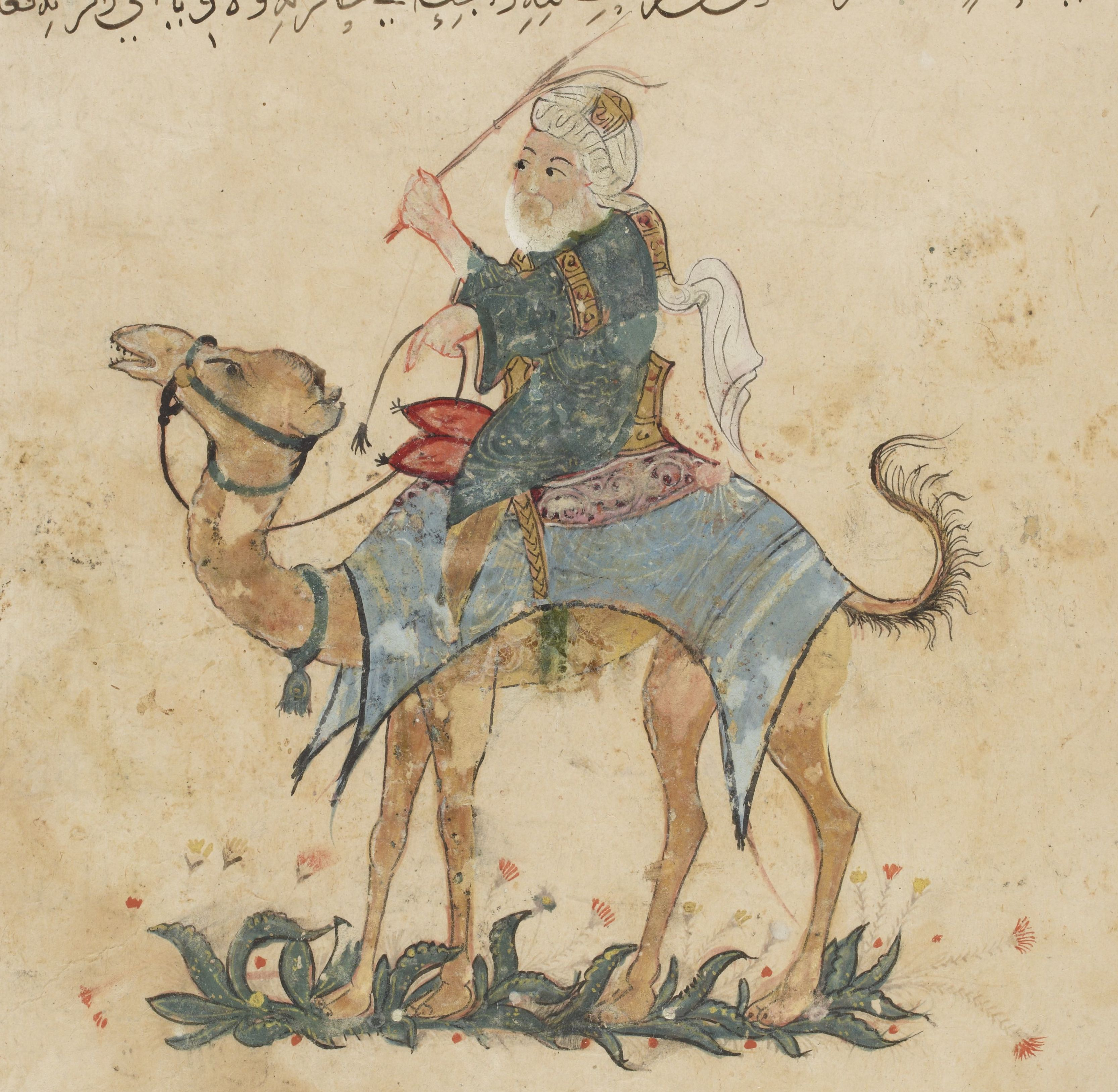
الرحالة ابن بطوطة زار مصر في عهد الملك الناصر.

يقول ابن إياس عن الناصر : " خطب له في أماكن لم يخطب فيها لأحد من الملوك غيره، وكاتبه سائر الملوك من مسلم وكافر. ويذكر المقريزى عن الناصر في ذات الصدد : " ولم يعهد في أيام ملك قبله ما عهده في أيامه من مسالمة الأيام له، وعدم حركة الأعداء براً وبحراً وخضوع جميع الملوك له ومهاداتهم إياه ".

### ابن بطوطة
وكان الرحالة الشهير ابن بطوطة من الذين زاروا مصر في سنة 725 هـ / 1324 م، وهو في طريقه إلى الحج في عهد الناصر محمد وذكر في كتابه تحفة النظار مشيداً به : «وكان سلطان مصر على عهد دخولي إليها الملك الناصر أبو الفتح محمد بن المنصور سيف الدين قلاوون الصالحي... وللملك الناصر السيرة الكريمة والفضائل العظيمة. وكفاه شرفاً انتماؤه لخدمة الحرمين الشريفين، وما يفعله في كل سنة من أفعال البر التي تعين الحجاج، من الجمال التي تحمل الزاد، والماء للمنقطعين والضعفاء، وتحمل من تأخر أو ضعف عن المشي في الدربين المصري والشامي».

### الحج
في عام 722 هـ لحق الناصر محمد بـمحمل كسوة الكعبة إلى مكة المكرمة للحج. ودخل مكة بتواضع وذلة ولما دخل الحرم كنس مكان الطواف ومسحه بيده، ورفض أن يطوف راكباً قائلاً : «ومن أنا حتى أتشبه بالنبي صلى ا لله عليه وسلم! وا لله لا طفت إلا كما يطوف الناس». وأمر الحجاب بألا يمنعوا الناس من الطواف معه، فصارالحجاج يزاحمونه وهو يزاحمهم كواحد منهم في مدة طوافه وفي تقبيله الحجر الأسود. وغسل الكعبة بيده، وبالغ في إكرام الحجاج وأحسن إلى أهل الحرمين، وأبطل المكوس من الحرمين وأكثر من الصدقات. وبعد قضاء مناسك الحج توجه إلى المدينة المنورة ودخلها ماشياً وهو حافي القدمين، ووزع الأموال على الفقراء والمحتاجين. وفي طريق عودته إلى مصر توقف في خليص ليعاين توصيل المياه إلى بركتها حيث كان وهو في مكة قد أمر بملء بركتها بالماء وعين مال لذلك خدمة للحجيج الذين كانوا يجدون شدة من قلة الماء بها أثناء سفرهم.

### المماليك في عهد الناصر محمد
بذل الملك الناصر للتجار وفير المال وسيرهم إلى العديد من البلدان لجلب المماليك والجواري. وكانت العادة قبل الناصر أن يسلم المملوك الجديد للطواشي، فيرتبه عند الفقيه ليتعلم الآداب والرمي بالنشاب ثم يترقى مع مرور الأيام ويتدرج في الجامكية (راتب المملوك) والمراكز وكان ذلك بحجة أنه بذلك يعرف مقدار قيمة مركزه الذي وصل إليه بكده وجهده. ولكن في عهد الناصر كان المملوك بمجرد وصوله إلى مصر يُنعم عليه بالملابس الفاخرة والحوائص الذهب والخيول والعطايا، وكان الناصر يفعل ذلك لأجل إبهار المملوك بحياته الجديدة وبأستاذه (الناصر) مما يؤدي إلى سرعة تأقلمه. وقد انتشرت في البلدان قصص إنعامات الناصر وعطاياه لمماليكه فكان الناس يبيعون أولادهم وبناتهم وأقاربهم لتجار الناصر كي ينعموا برغد العيش في مصر. وقد بلغ عدد مماليك الناصر اثنى عشر ألف مملوك، ومع ذلك، يشير المقريزي، فإن الناصر كان يعرف كل مماليكه ومماليك أبيه قلاوون وأولادهم بأسمائهم. أما الجواري فقد وصل عددهن في بلاط الناصر إلى نحو ألف ومائتي وصيفة.
وشغف الناصر أيضاً بتربية الحيوانات والطيور، خاصة الخيول العربية وكانت له معرفة واسعة بالخيل وأنسابها ويعرف أسمائها ومتى اشتراها. وكان عنده يوم وفاته نحو ثلاثة آلاف فرس، ومائة وعشرين سنقراً، وثمانين جوقة كلب صيد، ونحو ثلاثين ألف من الغنم، وأعداد كبيرة من الإوز.
ومع ذلك، على الرغم من المكانة وكل مظاهر الثراء والرخاء، كان الناصر مقتصداً في لباسه ولا يتزين بالذهب أو الجواهر. ووصف بأنه كان على غاية الحشمة ورياسة النفس لا ينطق بفاحش الكلام في شدة غضبه ولا في انبساطه، ويخاطب الناس بلطف واحترام،  وكان يكره الخمر ويبعد عن بلاطه الأمراء الذين يحتسونه.
كان الملك الناصر مولع بالعمارة وينفق عليها ببذخ، وفي فترة حكمه الثالثة شيد في مصر مالم يشيده أي سلطان آخر، وتحولت القرى إلى مدن منفردة. أعاد حفر خليج الإسكندرية، وأنشأ البساتين ومزارع قصب السكر على ضفتيه، وأنشأ الميدان تحت القلعة وغرس فيه النخل والأشجار، وأنشأ الميدان الكبير على نيل القاهرة وزرع فيه اشجار الفاكهة. وعمر الخانكاة بناحية سرياقوس، وحفر الخليج الناصري خارج القاهرة حتى أوصله بسرياقس وعمره بالقناطر. وشيد الجسور ومد الترع وأحيا الأراضي في كل أنحاء مصر، وجدد نحو ثلاثين جامع قديم منها الجامع الناصري بالقلعة وجامع المشهد النفيسي. وكانت أغلب عمائره من الحجارة لأنه كان يخشى عليها من الحريق. في عهد الملك الناصر بلغت دولة المماليك البحرية أوج قوتها داخلياً وذروة عظمتها دولياً، ونعمت مصر فيه بالهدوء والاستقرار.

## وفاته
في يوم العيد عام 741 هـ أحس الناصر بالمرض ولكنه تحامل على نفسه وخرج لصلاة العيد وطلب من قاضي القضاة «عز الدين بن جماعة» أن يوجز في خطبته. ثم صلى وغادر المسجد إلى القلعة قبل أنتهاء الخطبة. وفي اليوم التالي طلب ابنه «أبا بكر» وعهد إليه السلطنة من بعده وأوصاه بالأمراء وأوصى الأمراء به، وحلف الأمراء والخاصكية. وبعد يومين، يوم الخميس 20 ذي الحجة سنة 741 هـ، توفى الملك الناصر وهو في نحو الثامنة والخمسين بعد أن حكم البلاد ثلاث واربعون سنة وثمانية أشهر وتسعة أيام ، من ضمنها نحو اثنين وثلاثين سنة في فترة ولايته الثالثة، ودفن بعد العشاء مع أبيه قلاوون في القبة المنصورية بالقاهرة وحزن الناس حزناً كبيراً عليه.
ترك السلطان الناصر 14 ولداً وسبع بنات. وُلّيَ السلطنة ثمانية من أولاده من 1341 إلى 1361 م وهم: المنصور أبو بكر، والأشرف كجك، والناصر أحمد، والصالح إسماعيل، والكامل شعبان، والمظفر حاجي، والناصر حسن، والصالح صالح. ومن أحفاده أربعة من 1361 إلى 1382 م وهم: المنصور محمد، والأشرف شعبان، والمنصور علي، والصالح حاجي.
إتفق المؤرخون المسلمون على مكانة الملك الناصر، فيقول المقريزي عنه : «كان الناصر أطول ملوك زمانه عمراً وأعظمهم مهابة». ويصفه الجبرتي بأنه : «كان ملكاً عظيماً جليلا كفؤا للسلطنة ذا دهاء محباً للعدل والعمارة، وطابت مدته وشاع ذكره وطار صيته في الأفاق وهابته الأسود وخطب له في بلاد بعيدة». ويقول ابن إياس عنه : «لم يل من أبناء الملوك قاطبة مُلك مصر أعظم من الملك الناصر محمد».

## بعض أثاره ومنشآته
- المدرسة الناصرية - القاهرة: بدأ انشائها في عهد السلطان العادل كتبغا بجوار القبة المنصورية، وأكملها الناصر محمد واضاف مئذنتها في عام 703 هـ / 1303 في فترة حكمه الثانية. كانت من أجمل مباني القاهرة، وكانت بها خزانة كتب جليلة. بسبب التاريخ المنحوت عليها والذي يشير إلى عهد العادل كتبغا، يبدو أن الناصر وضع اسمه محل اسم العادل كتبغا. وجهتها تضم بوابة من الرخام الأبيض البديع على الطراز القوطي، لأن البوابة قام الأمير سنجر الشجاعي بنقلها إلى القاهرة من إحدى كنائس عكا بعد أن فتحها الأشرف خليل (1291). محراب المدرسة له ملامح هندسية مغولية. كانت المذاهب الأربعة تدرس في المدرسة. نقل الناصر جثمان أمه إليها ولكن الناصر محمد لم يدفن فيها. قائمة حتى الآن في شارع بين القصرين.
- خانقاه سرياقوس - شمال القاهرة: تعرف أيضاً بخانقاه الصرفية. بدأ الناصر في تشييدها في عام 723 هـ / 1323 م وافتتحها في عام 725 هـ / 1325 م في فترة حكمه الثالثة كمنتجع ومنطقة ترويحية ومركزاً للصوفية بها مائة خلوة لمائة صوفي (الناصر كان من مشجعي الصوفية). نمت المنطقة في السنوات التالية وصارت بلدة يقام بها سوق كبير كل يوم جمعة، ومنطقة ترويحية بها حدائق ومتنزهات وقصور وحمامات. قيل فيها: «سر نحو سرياقوس وانزل بفنا * أرجائها ياذا النهي والرشد. تلق محلاً للسرور والهنا * فيه مقام للتقى والذهد». موجودة اليوم كقرية تعرف باسم «الخنكاه» ولكن غير موجودة كمنتجع.

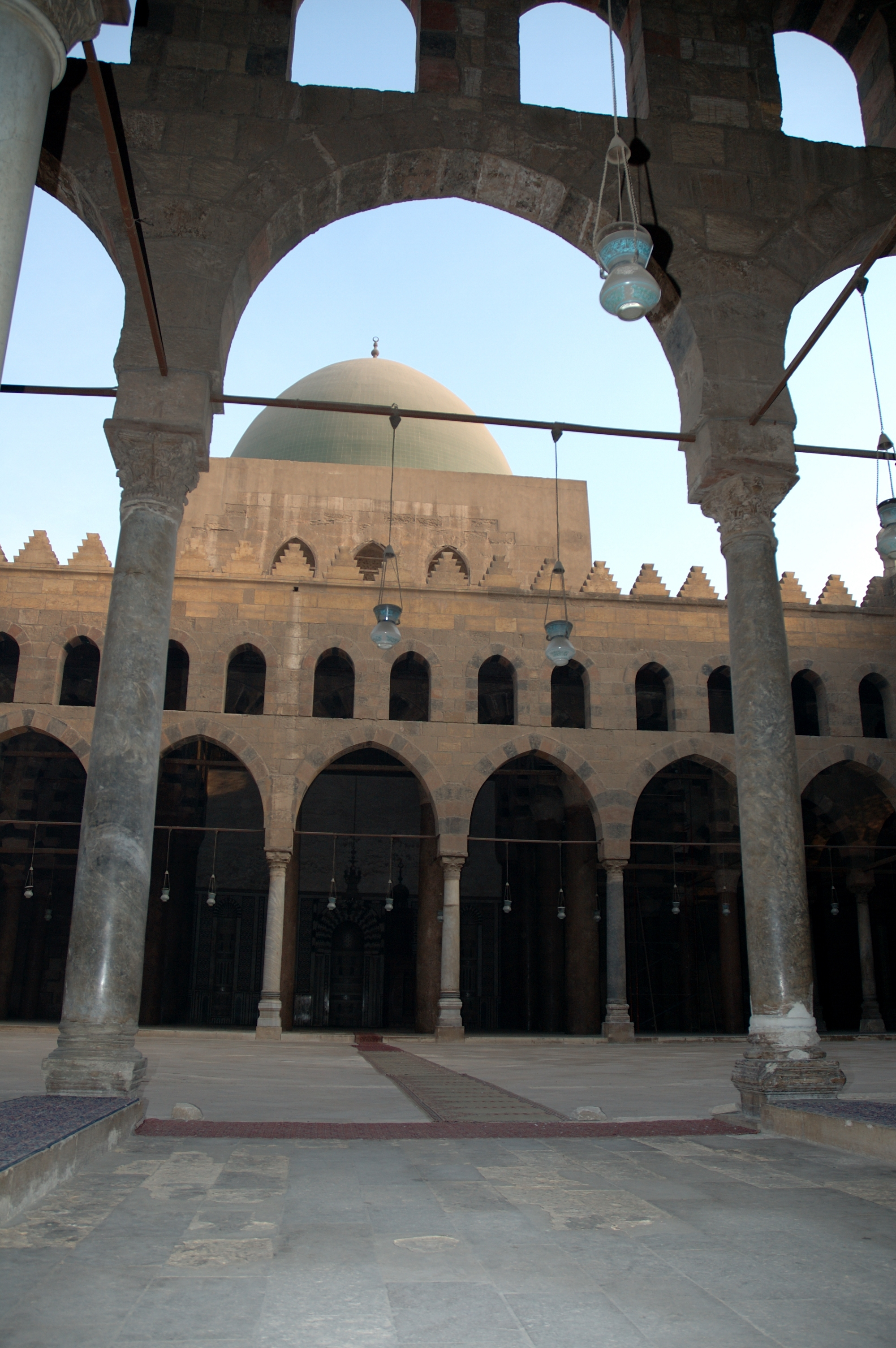
جامع الناصر محمد - قلعة القاهرة

- جامع الناصر محمد - القاهرة: : جامع ملكي بديع شيده الناصر بالقلعة (735 هـ / 1335 م) في فترة حكمه الثالثة، بعد إزالة المسجد الأيوبي القديم حيث كان سلاطين مصر يقيمون الصلاة. مساحته نحو (57.6 × 60 متراً). أعمدته نقلت من المعابد المصرية القديمة بالأشمونين بصعيد مصر.[120] تعد مآذنتاه من المآذن الفريدة والبديعة في القاهرة المملوكية. كان يواجهه الإيوان الكبير (718 هـ / 1318 م) والقصر الأبلق (718 هـ / 1318 م). المسجد لايزال قائماً جوار مسجد محمد علي بقلعة القاهرة.[121]
- الخليج الناصري: قناة حفرت في سنة 1326م لري المنطقة المحيطة بالقناة، ولنقل الاحتياجات والبضائع إلى سرياقوس.
- القصر الأبلق - القاهرة: شيد في 713 هـ، كان يشرف علي الميدان الكبير، كانت واجهته مكونة من أشرطة حجرية عريضة متوازية ذات لون أسود أو أصفر ولهذا سمى بالأبلق. - غير موجود الآن.
- الإيوان الكبير - القاهرة: عرف أيضاً بالإيوان الأشرفي، كان قد بناه والده المنصور وجدده أخوه الأشرف خليل. فقام الناصر بتجديده، وأنشأ به قبة عظيمة، ونصب في صدره التخت السلطاني وكان مصنوعاً من العاج والأبنوس. كان موقع الإيوان حيث يقوم الآن مسجد محمد علي في قلعة القاهرة.
- الميدان الناصري - القاهرة: كان موضعاً قديماً غامراً بمياه النيل بين مصر والقاهرة، حوله الناصر إلى ميدان وغرس فيه الأشجار وافتتحه في سنة 718 هـ / 1318 م في فترة حكمه الثالثة. كانت تقام به عروض الخيل بالأزياء الفاخرة (كان الناصر شغفاً بتربية الخيول). موقعه الآن حي جاردن سيتي بالقاهرة.
- خليج الإسكندرية: أعاد الناصر حفر خليج الإسكندرية، وكانت الرمال قد طمرته وتعطلت الملاحة به، أدت إعادة حفر الخليج إلى نمو النشاط التجاري بالإسكندرية وازدياد العمران بها، بالإضافة إلى نمو الزراعة على ضفتي الخليج بينها وبين النيل.[86][122][123][124][125]

## رنكاته وعملاته

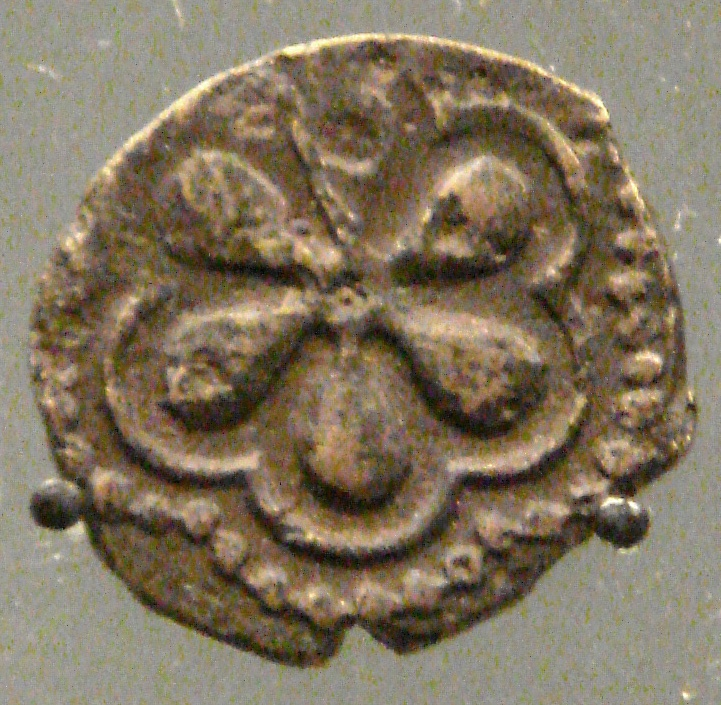
صورة لعملة تعود لعهد الناصر محمد بن قلاوون في فترة حكمه الثالثة

- رنكات : من ضمنها الصقر، الوردة، البقجة (رنك خاص بـ «الجمدار» أي حامل الملابس وربما كانت علامة سلطانية خاصة بدار سك العملة.
- فترة الحكم الأولى : غير معروف.
- فترة الحكم الثانية : نقشت الأسماء والألقاب التالية على عملاته: «السلطان الملك الناصر ناصر ناصر الدنيا والدين». كما نقش لقب والده قلاوون : «الملك المنصور».
- فترة الحكم الثالثة : أهم ما يلاحظ على نقود السلطان الناصر في فترة ولايته الثالثة ظهور تضرعين هما : «عز نصره» و«خلد ملكه وسلطانه». كما ظهر لأول مرة لقب جديد وهو : «السلطان الأعظم الملك».

الأسماء والألقاب : «السلطان الملك الناصر ناصر الدنيا والدين»، «السلطان الملك»، «السلطان الأعظم الملك»، «السلطان الملك ناصر الدنيا والدين قسيم أمير المؤمنين»، «الملك»، «ناصر الدين». وأمير المؤمنين هو الخليفة العباسي المقيم بالقاهرة.
كما نقش اسم والده قلاوون كالتالي : «الملك المنصور»، «الملك المنصور الصالحي»، «أمير المؤمنين»، «الملك المنصور سيف الدين»، ولقب «سيف الدين» يعد فريداً حيث كانت العادة أن يطلق اللقب المضاف إلى «الدنيا» أو «الدين» على السلطان القائم وليس المتوفي.
مصطلحات مملوكية وردت في المقال :
- استادار : المشرف على أمر البيوت السلطانية كلها من المطبخ ومخزن الشراب (الشراب خاناة) والحاشية والغلمان وكان يخدم السلطان في أوقات سفره، وهو المتكفل الأول بنفقات وكساوى السلطان وهو المسئول عن الجاشنيكيرية (ذواقى الطعام السلطانى) وان كان كبيرهم يتساوى معه في مرتبة الإمارة.
- أمير سلاح : رئيس السلحدارية (المشرفون على أسلحة السلطان) وكان يتولى حمل سلاح السلطان، وهو المسئول عن مخازن الأسلحة (السلاح خاناة) ومايدخلها وما تحتويه وما يخرج منها.
- أمير جاندار : مقدم البريد للسلطان. وكان إذا أراد السلطان تقرير أحد من الأمراء على شيء أو قتله بذنب كان ذلك يحدث على يد الأمير جاندار. وكان هو المسئول عن الزلاخاناه (أرفع السجون قدراُ. كان لا يبقى فيه السجين مدة طويلة فاما أن يقتل أو يطلق سراحه). وهو الذي كان يدير الزفة حول السلطان في سفره صباحاً ومساءً.
- الدهليز السلطاني : خيمة السلطان التي كان يقيم فيها وقت أسفاره وحروبه.
- نائب السلطنة : نائب السلطان وكان من ألقابه «كافل الممالك الشريفة الإسلامية الأمير الأمرى» مما يوضح سمو منصبه.
- نائب : أمير ينصبه السلطان نائبا عنه في مدينة أو منطقة. كنائب الكرك أو نائب الشوبك. وهو ليس نائب السلطنة الذي كان يقيم بالقاهرة.
- أستاذ : ولى نعمة المملوك وهو سلطانه أو أميره.